# Die größte Geschichte aller Zeiten
Die größte Geschichte aller Zeiten (Originaltitel The Greatest Story Ever Told) ist ein US-amerikanischer Monumentalfilm von George Stevens aus dem Jahr 1965 mit Max von Sydow in der Hauptrolle als Jesus von Nazaret. Tragende Rollen sind mit José Ferrer, Van Heflin, Charlton Heston, David McCallum, Roddy McDowall und Dorothy McGuire als Maria besetzt.
Die Drehbuchvorlage beruht auf Fulton Ourslers und Henry Denkers 1949 in New York erschienenem Sachbuch The greatest story ever told.

## Handlung
Nacherzählt wird das Leben Jesu von der Geburt im Stall von Bethlehem bis hin zu seiner Kreuzigung, Auferstehung und Himmelfahrt. Während der Herrschaft Roms über Judäa wird Jesus in ärmlichen Verhältnissen geboren. Drei Weise aus dem Morgenland begeben sich auf eine Reise, die sie auch zu König Herodes führt, da ihnen ein Stern diesen Weg gewiesen hat, der sie letztendlich zu einem gerade erst geborenen Knaben führen soll. Herodes hat jedoch Angst um seine Macht, da ihm von einem Propheten geweissagt wurde, dass in Bethlehem der neue König Israels geboren werde. Das führt dazu, dass er alle neugeborenen Knaben prophylaktisch durch seine Soldaten töten lässt. Maria und Josef gelingt es jedoch, mit ihrem Säugling nach Ägypten zu fliehen.
Erst viele Jahre später, nachdem Herodes tot ist, kehrt Jesus in seine Heimat zurück. Dort bekommt er es später auch mit dem römischen Statthalter von Judäa Pontius Pilatus zu tun. Zunächst einmal lässt Jesus sich von Johannes dem Täufer taufen, der in ihm den lange erwarteten Messias erkennt. Johannes nimmt dafür in Kauf, dass er für sein Vorgehen ins Gefängnis geworfen wird. Als Jesus in der Wüste dem Teufel begegnet, setzt dieser alles daran, ihn zu verführen, Jesus bleibt jedoch standhaft. Nachdem er Lazarus geheilt hat, zieht er durchs Land, wo sich nach und nach zwölf Männer um ihn scharen, die ihn von nun an begleiten und sich als seine Jünger bezeichnen. Unter ihnen befindet sich auch Judas, der seinen Herrn später einmal verraten wird. Zusammen mit seinen Jüngern predigt Jesus das Reich seines Vaters und predigt von Liebe und Vergebung, er heilt Kranke und gibt Hungernden zu essen.
Bald eilt ihm der Ruf des Besonderen voraus. Das kommt auch der judäischen Priesterschaft zu Ohren und ist alsbald ein Dorn in deren Auge. Als das Pessach naht, zieht Jesus unter dem Jubel vieler Menschen in Jerusalem ein, was dazu führt, dass die Priester immer mehr um ihre Macht fürchten und einen finsteren Plan schmieden. Mit Hilfe von Pontius Pilatus wollen sie den nach ihrer Sichtweise Aufwiegler und falschen Messias aus dem Weg räumen, nicht ahnend, dass sie mit ihrer Verschwörung den Grundstein für die Religion des Christentums legen.
Mit Hilfe der römischen Besatzung wird Jesus verhaftet und zum Tode am Kreuz verurteilt. Als dem Volk von Jerusalem die Wahl überlassen wird, entweder Jesus oder den Aufständischen Barabbas zu begnadigen, entscheiden sich die Menschen für Barabbas und wollen Jesus am Kreuz sehen.

## Produktion

### Produktionsnotizen
George Stevens stellte den Film für United Artists her. Die Drehorte lagen im Arches-Nationalpark, sowie in Moab, beides im Bundesstaat Utah in den USA, gedreht wurde außerdem in der Glen Canyon National Recreation Area um den Lake Powell in den US-Bundesstaaten Utah und Arizona. Die Bauten schufen William J. Creber, Richard Day und David S. Hall. Tonmeister war Charles E. Wallace. Die Szenenbilder stammen von Fred M. MacLean, Ray Moyer und Norman Rockett. Die Kostüme lieferten Diana Wilson, Marjorie Best und Vittorio Nino Novarese. Sam Gordon trug die Verantwortung für die Ausstattung. Die Spezialeffekte kamen von Johnny Borgese und Daniel Hays. Die musikalische Leitung hatte Ken Darby.
Zur Zeit der Dreharbeiten wütete erstmals seit Jahrzehnten wieder ein Schneesturm in Arizona, der das Set unter sich begrub. Da dieser in den Aufnahmen nicht berücksichtigt werden konnte, musste eine Armada von Schneepflügen anrücken, zudem kamen Schaufeln, Planierraupen, Schubkarren und Butan-Flammenwerfer zum Einsatz. Direkt nach der Räumung schneite es erneut und noch stärker, so dass ein Umzug in die Studios von Desilu Productions in Hollywood stattfand. Dort entstand eine riesige Nachbildung Jerusalems, die das Budget weiter anhob. Die Produktionskosten schlugen seinerzeit mit 20 Millionen US-Dollar zu Buche. Punkten konnte die Produktion mit großen Namen wie Charlton Heston, Sidney Poitier, John Wayne und etlichen weiteren. Neben unzähligen Besetzungsmitgliedern waren auch Tausende von Statisten am Set. Als Kreativberater wurde der Dichter Carl Sandburg genannt.

### Hintergrund
Der Film sollte ursprünglich über vier Stunden dauern, wurde jedoch als zu lang empfunden, sodass eine Kürzung vorgenommen wurde. Angela Lansbury berichtete, dass ihre Rolle eigentlich viel größer angelegt gewesen sei, aber viele ihrer Szenen der Schere zum Opfer gefallen seien, sodass am Ende nur noch einige Szenen, in denen sie im Hintergrund zu sehen ist sowie eine Szene, in der sie gerade mal einen Satz spricht, übrig geblieben seien. Auch die Rollen von Shelley Winters und John Wayne wurde zusammengeschnitten und entsprachen nicht mehr dem Umfang, von dem beide beim Dreh ausgegangen waren. Am Ende hatte der Film eine Länge von 260 Minuten und wurde erst einmal auf 225 Minuten zusammengeschnitten. In der Folge wurden aber weitere Kürzungen vorgenommen; es soll sogar eine Version gegeben haben, die nur 127 Minuten umfasste. Die Original Cinerama Version lief 260 Minuten, wurde aber über die Jahre auf verschiedene Längen gekürzt, wobei die kürzeste Version 141 Minuten lang war. Im Fernsehen wurden zahlreiche unterschiedliche Versionen gezeigt. Die am weitesten verbreitete Version des Films umfasst 199 Minuten.
Das epische in Ultra Panavision aufgenommene Werk wurde massiv beworben, wobei auch die große Starbesetzung ins Feld geführt wurde ebenso wie die Geschichte, die weit gefasst und sehr universell sei. Das Publikum konnte dem Film offenbar nicht viel abgewinnen und blieb bei den Vorführungen fern, was The Greatest Story Ever Told zum größten finanziellen Flop aller Zeiten machte, bis er 1980 von Heaven’s Gate abgelöst wurde. In Hollywood wurde dies jedoch anders gesehen, immerhin bekam der Film fünf Oscarnominierungen.
Der Kameramann William C. Mellor erlitt während der Dreharbeiten einen Herzinfarkt und starb noch am Set. Telly Savalas, der sich für seine Rolle als Pontius Pilatus den Kopf kahl rasierte, blieb so für den Rest seines Lebens. Joanna Dunham, die die Maria Magdalena spielte, wurde während der Dreharbeiten schwanger, sodass mehr Brustbilder von ihr aufgenommen wurden, damit die verschiedenen Aufnahmen zusammenpassten. Die ursprünglich von Stevens als römische Legionäre eingestellten 550 Navajos mussten das Set vorzeitig verlassen, um an einer Stammeswahl teilnehmen zu können. Der Regisseur ersetzte sie durch Kadetten des ROTC. David Lean half bei einigen Szenen am Set aus. Claude Rains, der König Herodes spielte, war in seiner letzten Filmrolle zu sehen.

### Veröffentlichung
Der Film hatte in den USA am 15. Februar 1965 Premiere in New York und am 17. Februar 1965 in Los Angeles. Am 9. April 1965 wurde er im Vereinigten Königreich veröffentlicht, am 14. Mai 1965 in Brasilien und am 5. August 1965 in der Bundesrepublik Deutschland. Erstmals gezeigt wurde er 1965 zudem in Japan, Schweden, den Niederlanden, Spanien, Frankreich, Dänemark, Finnland und Argentinien. In Australien wurde er im April 1966 veröffentlicht, in Uruguay im April 1968 und in Mexiko im Juni 1968. In Griechenland wurde er im März 2003 auf DVD herausgegeben. Veröffentlicht wurde er zudem in Österreich, Bulgarien, Kanada, Chile, Ungarn, Italien, Polen, Portugal, Rumänien, Serbien, der Sowjetunion und der Türkei. Der englische vollständige Titel lautet auch: George Stevens presents The Greatest Story Ever Told.
Der Film wurde mehrfach auf DVD mit einer deutschen Tonspur herausgegeben und es gibt ihn auch als Blu-ray-Version.

### Soundtrack
Der Film wird durchzogen von der Musik
- Hallelujah Chorus aus Der Messias von Georg Friedrich Händel und
- Messa da Requiem von Giuseppe Verdi. Ken Darby war für die Chormusik verantwortlich.
- Alfred Newman: The Greatest Story Ever Told – Soundtrack September 2004 auf CD erschienen beim Label Colosseum unter der Nummer VSD (CVS) 6604. Die einzelnen Titel sind dem Link zu entnehmen.[9]

## Synchronsprecher
| Rolle                    | Darsteller            | Synchronsprecher       |
| ------------------------ | --------------------- | ---------------------- |
| Jesus                    | Max von Sydow         | Ernst Wilhelm Borchert |
| Herodes Antipas          | José Ferrer           | Carl Raddatz           |
| Bar Amand                | Van Heflin            | Curt Ackermann         |
| Johannes der Täufer      | Charlton Heston       | Helmo Kindermann       |
| Judas Iskariot           | David McCallum        | Herbert Stass          |
| Levi Matthäus            | Roddy McDowall        | Harry Wüstenhagen      |
| Maria                    | Dorothy McGuire       | Eva Katharina Schultz  |
| Uriah                    | Sal Mineo             | Joachim Ansorge        |
| Satan                    | Donald Pleasence      | Hans Hessling          |
| Simon von Cyrene         | Sidney Poitier        | stumm                  |
| Herodes                  | Claude Rains          | Robert Klupp           |
| Zenturio bei Kreuzigung  | John Wayne            | Arnold Marquis         |
| Geheilte Frau            | Shelley Winters       | Inge Landgut           |
| Alter Aram               | Ed Wynn               | Walter Bluhm           |
| Jakobus der Jüngere      | Michael Anderson, Jr. | Wolfgang Draeger       |
| Sorak                    | Victor Buono          | Konrad Wagner          |
| Kaiphas                  | Martin Landau         | Heinz Drache           |
| Claudia Procula          | Angela Lansbury       | Gudrun Genest          |
| Schemia                  | Nehemiah Persoff      | Klaus Miedel           |
| Simon Petrus             | Gary Raymond          | Helmut Wildt           |
| Pontius Pilatus          | Telly Savalas         | Martin Hirthe          |
| Nikodemus                | Joseph Schildkraut    | Paul Wagner            |
| Lanzenträger + Hauptmann | Rodolfo Acosta        | Heinz Petruo           |
| Befehlshaber von Herodes | Michael Ansara        | Rainer Brandt          |
| Andreas                  | Burt Brinckerhoff     | Jürgen Thormann        |
| Melchior                 | Cyril Delevanti       | Kurt Waitzmann         |
| Josef                    | Robert Loggia         | Jochen Schröder        |
| Joseph von Arimathäa     | Abraham Sofaer        | Eduard Wandrey         |
| General Varus            | Harold J. Stone       | Arnold Marquis         |
| Lazarus                  | Michael Tolan         | Lothar Blumhagen       |
| Pilatus Gehilfe          | Johnny Seven          | Gert Günther Hoffmann  |
| Dieb am Kreuz            | Richard Bakalyan      | Michael Chevalier      |
| Jakobus der Ältere       | David Sheiner         | Heinz Giese            |
| Nathanael                | Peter Mann            | Rolf Schult            |

## Kritiken
Der Film wurde bei seinem Erscheinen von den meisten Kritikern unbarmherzig verrissen und auch von Kinobesuchern nur zögernd angenommen. Die Kritik von Bosley Crowther in der New York Times fiel noch einigermaßen gnädig aus. Der Kritiker meinte, Stevens habe das mystische Antlitz des schwedischen Schauspielers Max von Sydow mit einem Meer von vertrauten Hollywood-Gesichtern umgeben und damit den „am meisten zusammengewürfelten Bibelfilm“ geschaffen. In dem fast vierstündigen Film gebe es einiges, was von höchster und ernster Schönheit sei. So gebe es Szenen, in denen die Großartigkeit der Natur genial eingesetzt werde, um die Wellen des menschlichen Geistes und dessen Erhabenheit und Ehrfurcht zu unterstützen. Es gebe Blicke von Sydows in seiner Rolle als Jesus Christus, die die riesige Leinwand füllen und die Verzückungen und Qualen einer Seele enthüllend beleuchten könnten. Allerdings gebe es auch lästige Exkursionen in die Breitbild-Theatralik, die extravagant und grob seien. Auch gebe es zu viele Szenen, in denen die Predigten Jesu an seine Jünger und an die Menge zu lang und repetitiv seien, sodass ihre Monotonie langweile. Crowther monierte die vielen Cameo-Rollen, die eher vom Geschehen ablenken würden, wobei die Auftritte von Carroll Baker und John Wayne am unpassendsten seien.
Anders lautet das Votum des Lexikon des internationalen Films:

„Anders als in herkömmlichen Kolossal-Filmen zum Thema treten hier die Schaueffekte zurück zugunsten einer eher bedächtigen, wohlkontrollierten Feierlichkeit. Hierzu trägt Max von Sydow bei, der die Hauptrolle zurückhaltend, nachdenklich und sensibel interpretiert.“

Der Filmkritiker Dennis Schwartz konnte dem Film nichts abgewinnen und schrieb, wenn dies die größte Geschichte sei, die je erzählt wurde, könne er sich vorstellen, wie schrecklich die schlimmste Geschichte sei, die je erzählt worden ist. Stevens’ episches, religiöses Drama sei eine unerträglich ehrfürchtige Behandlung des Lebens von Jesus von Nazareth. Die 20 Mio. Dollar teure Produktion sei überlang und mühsam. Die meisten der Cameo-Auftritte seien unbedeutend und ungewollt komisch, während die Geschichte leblos und wenig inspirierend bleibe. Die gute Leistung von Max von Sydow werde durch das schlechte Tempo und die schlechte Darbietung der vielen überflüssigen Cameos untergraben. Es scheine so, als habe fast jeder Hollywood-Schauspieler mitgemacht, was den Film unglaublich in die Länge ziehe.
Auch der Filmkritiker Roger Davidson bemängelte die vielen Cameo-Auftritte im gesamten Film als zu ablenkend. Was den Film jedoch relativ gut mache, sei das großartige Produktionsdesign, die schöne Partitur, einige gute dramatische Momente und eine exzellente Leistung von Max von Sydow in der Hauptrolle.
Die Bischofskonferenz der Vereinigten Staaten (USCCB) meinte, dies sei sicher nicht der beste Film, der jemals gedreht worden sei. Stevens präsentiere jedoch in seiner Vision der Geschichte des Evangeliums eine konsistente, traditionelle Sicht von Christus als dem inkarnierten Gott. Trotz seines epischen Hollywood-Formats werde im Film gut gespielt, er sei geschmackvoll und realistisch geschrieben und wunderschön fotografiert. Das wichtigste Element seines Erfolges sei jedoch die glaubwürdige Darstellung des Christus durch Max von Sydow. Der Evangelische Filmbeobachter betont eher die stilistische Unzulänglichkeit des Bibelfilms:

„Das Leben Jesu von der Geburt bis zur Himmelfahrt in einem mehr als dreistündigen amerikanischen Farbfilm, der sich zwar an die Evangelienberichte hält, sich aber weithin der schon mehrfach gewohnten und mit Recht umstrittenen Bibelfilm-Klischees bedient.“

Das Fernsehmagazin Prisma verwies darauf, dass sich an der Darstellung Christi schon immer namhafte Regisseure versucht hätten. George Stevens’ Monumentalwerk vermittle „neben dem Leben und Leiden Jesu auch ein Bild von den sozialen Verhältnissen in Palästina“. Das Spiel des Schweden Max von Sydow als Gottes Sohn wurde als „nachdenklich und zurückhaltend“ bezeichnet. „Etwas merkwürdig“ sei es allerdings, „wenn ein Westernstar wie John Wayne als römischer Hauptmann die Kreuzigung Jesu“ überwache.

## Auszeichnungen
- Auszeichnung der National Board of Review, USA mit dem NBR Award in der Kategorie „Top Ten Filme“
- Der Film erhielt 1966 fünf Oscar-Nominierungen in folgenden Kategorien:
  - „Beste Kamera“ in einem Farbfilm (Loyal Griggs und William C. Mellor)
  - „Beste Ausstattung“ in einem Farbfilm (William J. Creber, Richard Day, David S. Hall, Fred M. MacLean, Ray Moyer und Norman Rockett)
  - „Beste Kostüme“ in einem Farbfilm (Marjorie Best und Vittorio Nino Novarese)
  - „Beste visuelle Effekte“ (J. McMillan Johnson)
  - „Beste Originalmusik“ (Alfred Newman)
- 1998 wurden Alfred Newman und Rykodisc für den International Film Music Critics Award (IFMCA) in der Kategorie „Beste Wiederveröffentlichung“ nominiert.